# Tra Forte Village e Perla Marina
Tra Forte Village e Perla Marina este o arie protejată (arie specială de conservare — SAC, sit de importanță comunitară — SCI) din Italia întinsă pe o suprafață de 0,32 ha, integral pe uscat.

## Localizare
Centrul sitului Tra Forte Village e Perla Marina este situat la coordonatele 38°55′52″N 8°55′48″E / 38.931025°N 8.929986°E.

## Înființare
Situl Tra Forte Village e Perla Marina a fost declarat sit de importanță comunitară în iunie 1995 pentru a proteja . Situl a fost protejat și ca arie specială de conservare în aprilie 2017.

## Biodiversitate
Situată în ecoregiunea mediteraneană, aria protejată conține 8 habitate naturale: Dune împădurite cu Pinus pinea și/sau Pinus pinaster, Dune de pe litoral fixate cu Crucianellion maritimae, Dune de coastă cu Juniperus spp., Dune mobile cu vegetație embrionară, Tufărișuri termo-mediteraneene și de pre-deșert, Dune cu vegetație ierboasă Malcolmietalia, Vegetație anuală la limita mareei, Dune cu vegetație ierboasă Brachypodietalia cu specii anuale.
La baza desemnării sitului se află un număr nedeclarat de specii protejate: